# Volta Redonda Futebol Clube
El Volta Redonda Futebol Clube, conocido también como Voltaço, es un club de fútbol de la ciudad de Volta Redonda, en el estado de Río de Janeiro, Brasil. Fundado el 9 de febrero de 1976, disputa sus partidos como local en el Estadio Raulino de Oliveira, vistiendo un uniforme compuesto por camiseta amarilla con detalles negros, pantalón negro y medias negras. Volta Redonda es conocido por sus logros en el fútbol brasileño, incluyendo el título invicto de la Serie D en 2016 y la conquista de la Serie C en 2024, año en el que también ascendió a la Serie B después de 26 años.

## Historia
El Volta Redonda Futebol Clube fue fundado el 9 de febrero de 1976 para representar la ciudad en el Campeonato Carioca. En sus primeros años, participó tres veces en la Serie A del Campeonato Brasileño (1976-1978), con su mejor desempeño en 1978, finalizando en la 32ª posición. En la Serie B de 1982, logró la mayor goleada del torneo hasta entonces: 8x0 contra el Operário-MT.
En 1994, Voltaço ganó la Copa Río por primera vez, logro repetido en 1995, 1999, 2007 y 2022. En 1995, fue subcampeón de la Serie C del Brasileirão, perdiendo ante el XV de Piracicaba. En 2002, Fábio se convirtió en el máximo goleador del club con 16 goles en el Carioca. En 2004, el estadio Raulino de Oliveira fue reinaugurado, y el club ganó la segunda división estatal. En 2005, conquistó la Taça Guanabara y fue subcampeón del Carioca. En 2006, llegó a los cuartos de final de la Copa de Brasil.
En 2016, Volta Redonda ganó la Taça Río y, en el mismo año, logró el título de la Serie D del Brasileirão de forma invicta. La victoria aseguró su ascenso a la Serie C en 2017.
En 2020 y 2021, realizó buenas campañas en el Estadual, pero en 2022 descendió. A finales de ese año, ganó la Serie A2 del Carioca y regresó a la élite. En 2023, llegó a las semifinales del Estadual y quedó cerca del ascenso a la Serie B. En 2024, ascendió a la Serie B después de 26 años y ganó la Serie C al derrotar al Athletic en la final, conquistando su segundo título nacional.

## Jugadores

### Plantilla 2025

#### Altas y bajas 2025 (otoño)
| Altas            | Altas     | Altas       | Altas          | Altas |
| Jugador          | Posición  | Procedencia | Tipo           | Costo |
| ---------------- | --------- | ----------- | -------------- | ----- |
| Gabriel Pinheiro | Defensa   | Nova Iguaçu | Transferencia. | --    |
| Cadu Neves       | Portero   | Taubaté     | Transferencia. | --    |
| Vitinho Lopes    | Delantero | Botafogo    | Préstamo.      | --    |
| Lucas Adell      | Defensa   | Azuriz      | Transferencia. | --    |
| Caio Roque       | Defensa   | Bahia       | Préstamo.      | --    |

| Bajas   | Bajas    | Bajas   | Bajas | Bajas |
| Jugador | Posición | Destino | Tipo  | Costo |
| ------- | -------- | ------- | ----- | ----- |

## Entrenadores
- Paulinho de Almeida (1976)[57][58]
- Nelsinho Rosa (1976)[59]
- Ricardo Mansur (interino- 1977)[60]
- Célio de Souza (1977)[60]
- Ricardo Mansur (interino- 1977)[60]
- Sebastião Leônidas (1977)[60]
- Coronel (1978)[60]
- Ricardo Mansur (1978)[60]
- Alfredo González (1978)[61]
- Ricardo Mansur (1978–1979)[60]
- Alfredo González (1979)[60]
- Irlei Lobo (1979)[60]
- Ed Dias (interino- 1979)[60]
- Jorge Vitório (1979)[62]
- João Francisco (1979–1981)[60][63][64]
  -  Jorge Vitório (1980)[62]
- Hamilton Soares (interino- 1981)[60]
- Luis Alberto (1981)[60][63][65]
- Alfredo González (1981)[66][60]
- Francisco Neto (1981)[60][63][65][66]
- Alfredo Sampaio (1981)[63]
- Chiquinho (1981)[67]
- Jorge Vitório (1981–1984)[67][65][62]
- Luis Alberto (1985)[60]
- Wilson Francisco Alves (1985)[60]
- Gaúcho (1985)[60]
- Abel Braga (1986)[68]
- Miguel Banana (1986)[60]
- Fred (1987)[60]
- Pedrinho (interino- 1987)[60]
- Moacir Menezes (1987–1988)[60]
- Renato Alves (interino- 1988)[60]
- Paulinho de Almeida (1988)[60]
- Wilson Leite (1988–1989)[60]
- Moacir Menezes (1989)[60]
- Leitão (1989–1990)[60]
- Waldir Bedê (1991)[60]
- Jorge Vitório (1991)[62][60]
- Wilson Leite (1991–1994)[60]
- Wilton Xavier (1994–1996)[60][66]
- Deley (1996)[60]
- Ricardo Barreto (1997)[69]
- Wilton Xavier (1997–1998)[60]
- Wilson Leite (1998–1999)[60]
- Jorge Vitório (1999)[60]
- Moreno (1999)[60]
- Wilton Xavier (1999)[60]
- Luiz Cláudio (interino- 1999)[60]
- Renato Trindade (2000)[70]
- Vantuir Galdino (2000)[60]
- Jaílson Guimarães (2000)[71]
- Wilton Xavier (2000)[60]
- Luiz Cláudio (interino- 2000)[60]
- Ademir Fonseca (2000–2001)[60][72][73]
- Deodoro Leite (2001)[60]
- Luiz Claudio (2001)[60]
- Wilton Xavier (2002)[60]
- Luiz Cláudio (interino- 2002)[60]
- Wilton Xavier (2003)[60]
- Wilson Leite (2003)[60]
- Luiz Claudio (2003)[60]
- Wilton Xavier (2004)[60]
- Dário Lourenço (marzo de 2004–abril de 2005)[74][75]
- Manoel Neto (2005–agosto de 2005)[75]
- Dário Lourenço (agosto de 2005–2006)[75][76]
- Valter Ferreira (2006)[77]
- Cláudio Adão (julio de 2006–noviembre de 2006)[77][78]
- Moreno (noviembre de 2006–febrero de 2007)[78][79][80]
- Dário Lourenço (marzo de 2007–mayo de 2007)[81][82]
- Valter Ferreira (mayo de 2007–enero de 2008)[82][83]
- Luiz Cláudio (interino- enero de 2008–febrero de 2008/febrero de 2008)[83][84]
- Alexandre Gama (febrero de 2008–junio de 2008)[85][86][87]
- Aílton Ferraz (octubre de 2008–marzo de 2009)[88][89]
- Beltrano (2009)[90]
- Marcelo Buarque (2009)[60]
- Paulo Cezar Catanoce (julio de 2009–febrero de 2010)[91][92][93][94][95]
- Tita (febrero de 2010–2010)[94][96][97]
- Élson Roberto (2010)[60]
- Sandro Aparecido (interino- 2010)[60]
- Márcio Bittencourt (2010–enero de 2011)[98]
- Dário Lourenço (enero de 2011–octubre de 2011)[99]
- Valtinho (octubre de 2011–noviembre de 2011)[100]
- Ricardo Drubscky (noviembre de 2011–abril de 2012)[101][102]
- Elson Roberto (abril de 2012–2012)[103][104][105]
- Alfredo Sampaio (septiembre de 2012–febrero de 2013)[105][106]
- Elson Roberto (interino- febrero de 2013)[106]
- Cairo Lima (febrero de 2013–noviembre de 2013)[107][108]
- Marcelo Cabo (noviembre de 2014–marzo de 2015)[109][110]
- Elson Roberto (marzo de 2015–abril de 2015)[111][112]
- Leandro Niehues (mayo de 2015–agosto de 2015)[113][114]
- Cuca (agosto de 2015–noviembre de 2015)[114][115]
- Felipe Surian (diciembre de 2015–octubre de 2016)[116][117]
- Cairo Lima (octubre de 2016–marzo de 2017)[118][119]
- Felipe Surian (marzo de 2017–febrero de 2018)[120][121]
- Marcelo Salles (febrero de 2018–junio de 2018)[122][123]
- Moacir Júnior (junio de 2018–agosto de 2018)[124][125]
- Wilson Leite (interino- agosto de 2018)[125]
- Toninho Andrade (diciembre de 2018–agosto de 2019)[126][127]
- Luizinho Vieira (octubre de 2019–octubre de 2020)[128][129]
- Neto Colucci (octubre de 2020–febrero de 2022)[130][131]
- Wilson Leite (interino- febrero de 2022–marzo de 2022)[132]
- Rogério Corrêa (marzo de 2022–octubre de 2023)[133][134]
- Felipe Loureiro (octubre de 2023–febrero de 2024)[135][136]
- Rogério Corrêa (febrero de 2024–presente)[4]

## Palmarés
Torneos nacionales
- Campeonato Brasileño de Serie C (1): 2024
- Campeonato Brasileño de Serie D (1): 2016

Torneos estatales
- Copa Río (3): 1994, 1995, 1999, 2007, 2022
- Taça Guanabara (1): 2005
- Taça Río (1): 2016
- Torneio Independência (1): 2023
- Campeonato Carioca Serie A2 (4): 1987, 1990, 2004, 2022
- Taça Santos Dumont (1): 2022